# یائو چن
یائو چن (انگلیسی: Yao Chen؛ زادهٔ ۵ اکتبر ۱۹۷۹ بازیگر و نیکوکار اهل چین است. وی دانش‌آموختهٔ آکادمی فیلم پکن است و در سال ۲۰۱۳، به‌عنوان نخستین سفیر حسن نیت آژانس پناهندگان سازمان ملل متحد در چین انتخاب شد. نام او ۹ مرتبه در فهرست ۱۰۰ سلبریتی چینی فوربز قرار گرفته است.